# En femme
En femme [ɑ̃ fam] — це лексичне запозичення французької фрази. Термін використовується у трансгендерній спільноті та при перехресному одяганні для опису акту носіння жіночого одягу або вираження стереотипної жіночої особистості. Термін запозичений із сучасної французької фрази en femme, що означає «як жінка». Більшість трансвеститів також використовують жіноче ім'я.
У 1987 році Робін Дормер заснувала журнал «En Femme» переважно «для трансгендерів, транссексуалів, трансвеститів та імітаторів жінок». Журнал працював до 1991 року.